# Gammarus acherondytes
Gammarus acherondytes är en kräftdjursart som beskrevs av Leslie Raymond Hubricht och J.G. Mackin 1940. Gammarus acherondytes ingår i släktet Gammarus och familjen Gammaridae. IUCN kategoriserar arten globalt som starkt hotad. Inga underarter finns listade i Catalogue of Life.